# Jacek Zdrojewski
Jacek Feliks Zdrojewski (ur. 30 maja 1949 w Warszawie) – polski polityk i ekonomista, poseł na Sejm IV kadencji, w latach 2003–2004 wiceminister infrastruktury, przewodniczący Polskiej Lewicy.

## Życiorys
Ukończył studia na Wydziale Ekonomiczno-Społecznym Szkoły Głównej Planowania i Statystyki w Warszawie. Pracę zawodową rozpoczął w 1973 w Warszawskiej Fabryce Pomp. Pracował również jako dyrektor biura Warszawskiego Zespołu Poselskiego. W latach 1974–1979 działał w Towarzystwie Wolnej Wszechnicy Polskiej. Od 1983 do 1987 pełnił funkcję sekretarza warszawskiej rady Patriotycznego Ruchu Odrodzenia Narodowego.
W 1998 został wybrany na radnego Warszawy. W latach 1999–2002 sprawował funkcję wiceprezydenta Warszawy. W 2002 ponownie został wybrany na radnego. Od listopada 2003 do stycznia 2004 zajmował stanowisko podsekretarza stanu w Ministerstwie Infrastruktury. Od 2004 pełnił funkcję posła IV kadencji z okręgu warszawskiego, po objęciu mandatu w miejsce zmarłego Aleksandra Małachowskiego.
Działalność partyjną rozpoczynał jako członek Polskiej Zjednoczonej Partii Robotniczej, w której w latach 1987–1989 był kierownikiem Wydziału Propagandy Komitetu Wojewódzkiego. W 1998 wstąpił do Socjaldemokracji Rzeczypospolitej Polskiej, a w 1999 do Sojuszu Lewicy Demokratycznej. W 2004 zastąpił Józefa Oleksego na stanowisku przewodniczącego mazowieckiej rady wojewódzkiej SLD. W czerwcu 2005 zrezygnował z członkostwa w tej partii w związku z konfliktem pomiędzy nim a nowym przewodniczącym SLD Wojciechem Olejniczakiem.
W lipcu 2005 odszedł z SLD, wiążąc się z Samoobroną RP, jednak po kilku tygodniach ją porzucił i nie ubiegał się o reelekcję w kolejnych wyborach. W 2007 kandydował do Sejmu z listy Polskiej Partii Pracy, a następnie wspólnie z Leszkiem Millerem rozpoczął tworzenie struktur Polskiej Lewicy. Objął w tej partii funkcję sekretarza generalnego, a 9 stycznia 2010 przejął obowiązki przewodniczącego po rezygnacji Leszka Millera, który opuścił ugrupowanie. 27 lutego tego samego roku wybrany został na nowego przewodniczącego przez zgromadzenie krajowe ugrupowania.
6 kwietnia 2011 został zatrzymany przez funkcjonariuszy Centralnego Biura Antykorupcyjnego w związku z korupcją, do jakiej miało dojść przy przetargu na zakup wagonów do warszawskiego metra. Prokurator Prokuratury Apelacyjnej we Wrocławiu przedstawił mu zarzuty przyjęcia korzyści majątkowej w wysokości 400 tys. funtów, po czym został zwolniony za poręczeniem majątkowym. Jacek Zdrojewski zrezygnował następnie z kierowania Polską Lewicą i zawiesił swoje członkostwo w ugrupowaniu. 16 kwietnia został jednak ponownie wybrany na przewodniczącego przez zgromadzenie krajowe partii.
W 2015 wszedł w skład zarządu Związku Polskich Parlamentarzystów.